# Charlie Ward
Charlie Ward Jr. (ur. 12 października 1970 w Thomasville) – amerykański akademicki zawodnik futbolu amerykańskiego, występujący na pozycji quarterbacka oraz zawodowy koszykarz, występujący na pozycji rozgrywającego, po zakończeniu kariery sportowej – trener koszykówki oraz futbolu amerykańskiego.

## Osiągnięcia
Na podstawie, o ile nie zaznaczono inaczej.

### NCAA
Futbol amerykański
- Mistrz NCAA (1993)
- Laureat nagród:
  - Heisman Trophy (1993)
  - Maxwell Award (1993)
  - Walter Camp Award (1993)
  - Johnny Unitas Award (1993)
  - Davey O'Brien Award (1993)
  - Sullivan Award (1993)
  - Chic Harley Award (1993)
  - Sportowiec roku ACC (1993, 1994)
  - Zawodnik roku:
    - NCAA (1993 według Sporting News)
    - ACC (1992, 1993)
    - ofensywny ACC (1993)
- Zaliczony do:
  - Galerii Sław Sportu stanu Floryda – Florida Sports Hall of Fame (1992)
  - I składu All-American (1993)

Koszykówka
- Uczestnik rozgrywek:
  - Elite 8 turnieju NCAA (1993)
  - Sweet 16 turnieju NCAA (1992, 1993)
  - II rundy turnieju NCAA (1991–1993)
- Mistrz turnieju konferencji Metro (1991)
- Zaliczony do II składu turnieju ACC (1992)

### NBA
- Wicemistrz NBA (1999)[2]
- Uczestnik konkursu rzutów za trzy punkty organizowanego przy okazji NBA All-Star Weekend (1998)[3]

### Inne
- Laureat nagrody Coach Wooden "Keys to Life" Award (2011)
- Zaliczony do College Football Hall of Fame (2006)